# Tantulacus dieteri
Tantulacus dieteri is een kreeftachtigensoort uit de familie van de Deoterthridae. De wetenschappelijke naam van de soort is voor het eerst geldig gepubliceerd in 2010 door Mohrbeck, Martínez Arbizu & Glatzel.